# Papos Aleksandrijski
Papos [pápos] (starogrško Πάππος ὁ Ἀλεξανδρεύς, latinizirano: Páppos hó Aleksandreŭs), grški matematik, geometer in filozof, * okoli 290, Aleksandrija, † okoli 350, Aleksandrija. 

## Življenje in delo
Papos je bil morda Sporosov učenec ali pa sta bila učenca istočasno.
Kakor Zosim je bil Papos predvsem enciklopedist in verjetno učitelj. Okoli leta 340 je podal celoten prikaz matematike starih Grkov v delu v vsaj osmih knjigah z naslovom Zbirka (Matematična zbirka, Synagoge (Mathematikai synagogai)). Skoraj vsi deli razen prvega so se ohranili. Delo je obravnavalo razna matematična področja iz geometrije, razvedrilne matematike, konstrukcijo kocke z dvakrat večjo prostornino od dane kocke, obravnavo mnogokotnikov in poliedrov.
Postavil je izrek o dvorazmerju (Paposov harmonični izrek), ki je v 19. stoletju postal temeljni izrek projektivne geometrije. Sam je prispeval manj kot drugi, vendar je njegova Zbirka prvovrstna, saj vsebuje skoraj vse, kar vemo o grških matematikih.
Znan je Papos-Pascalov izrek iz geometrije: če ležijo oglišča šestkotnika izmenoma na dvojici sekajočih se premic (na dveh žarkih), tedaj so tri presečišča nasprotnih stranic kolinearna. V splošnem pa velja tudi podoben splošni Pascalov izrek, kadar šestkotnik včrtamo v stožnico in še posebej v krožnico (glej Blaise Pascal). Oba izreka sta dualna Brianchonovemu izreku (glej Charles Julien Brianchon). 
S svojimi razlagami Ptolemejevega astronomskega sistema je Papos pripomogel, da je ostal znan nadaljnje tisočletje in pol. Veliko je pisal o Apolonijevemu delu.